# The Shapeshifters
The Shapeshifters sind eine zweiköpfige britische Housegruppe. Mitglieder der Band sind Simon Marlin und Max Reich.

## Werdegang
Ihren größten Hit landeten sie mit der Single Lola's Theme, die im Juli 2004 Platz 1 der britischen Charts erreichte. Der Track war inspiriert von Marlins Ehefrau Lola und erschien 2003 zunächst als Instrumentalstück. Nachdem er sich zu einem Clubhit entwickelt hatte, wurde er zusammen mit der Gospelsängerin Cookie neu eingespielt und als Single veröffentlicht. Mit der Nachfolgesingle Back to Basics erreichten die Shapeshifters im Frühjahr 2005 in Großbritannien erneut die Top Ten. In den USA hatten sie damit einen Nummer-eins-Hit in den Dance-Charts.
Die dritte Single Incredible erschien 2005. Im Jahr 2006 folgte das Debütalbum Sound Advice.

## Diskografie (Auswahl)

### Alben
- 2006: Sound Advice (Positiva)

### Singles und EPs
- 2004: Lola’s Theme (Nocturnal Groove)
- 2005: Back to Basics (Nocturnal Groove)
- 2005: Incredible (Nocturnal Groove)
- 2006: If In Doubt Go Out (Positiva)
- 2006: Sensitivity feat. Chic (Positiva)
- 2007: Pusher (Positiva)
- 2007: New Day (Positiva)
- 2008: Chime (Defected)
- 2008: The Treadstone EP (Defected)
- 2008: Lola’s Theme 08 Re-Edit (Positiva)
- 2009: Young Dubs EP (Defected)
- 2010: Helter Skelter (Defected)
- 2010: She Freaks (Defected)
- 2022: Tell Me It's not Over (mit Adi Oasis)